# Галерия Дория Памфили
Дория Памфили (на италиански: Palazzo Doria Pamphilj) е дворец в Рим, принадлежал на древния аристократичен италиански род Дория Памфили.
Построен е през 1435 г. Монументалната му фасада е в стил рококо. В този дворец е разположена една от най-богатите колекции от живопис от 16-18 век. Събрана е предимно от Камило Памфили, племенник на папа Инокентий X, чийто портрет, дело на Веласкес, също е представен в колекцията. Има творби и на Рафаело, Тициан, Джовани Белини, Пармиджанино, Тинторето, Веронезе и др. Там са картините на Караваджо „Мария Магдалена“ и „Почивка на път за Египет“, скулптурни портрети на членовете на семейство Памфили и други.